# Bognár Szilvia
Bognár Szilvia (Szombathely, 1977. február 13. –) magyar népdalénekesnő.

## Életpályája
Szülővárosában kezdte meg tanulmányait, majd a kőszegi Jurisich Miklós Kísérleti Gimnáziumban folytatta, és az ELTE néprajz szakán fejezte be.
Az ugyancsak szombathelyi Bartók Béla Zeneiskolában furulyázni, majd fuvolázni tanult. Tizenhat éves korában csatlakozott Vasi Népdalstúdióhoz, így került közel a népdalhoz és a népzenéhez, és itt született meg az életen át tartó szerelem az énekléssel.
Első felállás, ahol énekesként feltűnhetett, a Vas megyei Boglya együttes volt. Innen következő lépésként Anima Sound System következett tizennyolc évesen, ahol három éven át énekelt.
Ebben a „hangrendszerben” a modern zene és a népdal ötvözésével kísérleteztek, azonban a sok pozitív visszajelzés ellenére nem érezte magáénak ezt a stílust és három év elteltével elhagyta a zenekart, figyelmét a néphagyomány komplex megismerésére fordította.
1995-ben nyerte el A Népművészet Ifjú Mestere címet, és ez az elismerés jelentette számára az elhivatott munka kezdetét is.  A „paraszti kultúra”, mint néphagyomány teljes megismerése érdekében  „nótafákkal” találkozott, táncokat tanult, a kézműves mesterségekben tette próbára magát. 1998-ban jelentkezett az ELTE néprajz szakára, ahol 2004-ben diplomázott.  Szakdolgozatát a népdaléneklésről, mint folklorisztikus jelenségről írta.  Benne az énekes néphagyomány átalakulását, „továbbélési” lehetőségeit kutatta.
1995-től az Magyar Állami Népi Együttes meghívott előadójaként, illetve különböző népzenei együttesekben többnyire szólistaként hallható.
A Vándor Vokál együttesben 1998-tól 2005-ig balkáni és kárpát-medencei (magyar, bolgár, szerb, horvát, szlovák, rutén, görög és korzikai) többszólamú dalokat énekeltek, általában zenekari kíséret nélkül.
Négy éven át volt tagja a többféle zenei és népzenei hatás ötvözésével megszólaló Makám együttesnek, az itt gyűjtött hatások nyomon követhetőek későbbi produkcióiban is.
Az elmúlt években számtalan album és együttes szólistájaként lehetett találkozni vele, légyen az népzene, énekelt vers, régi zene, vagy világzene. Így a Magyar Állami Népi Együttes  és a Duna Művészegyüttes meghívott előadójaként, a Szeret énekeseként,  a nagy múltú Sebő-együttes vagy épp Nikola Parov vendégeként, az Etnofon Zenei Társulás élén, máskor a Szájról szájra produkció nagy sikerű hármasában és a fergeteges Tűztánc produkcióban. Meghívott szólistája volt Rost Andrea: Pannon dalok című előadásának, de korábban Sebestyén Márta is kitüntette figyelmével. (Közös éneklésre invitálta a magyar népművészet albumára, illetve közreműködést vállalt Szilvia első szóló albumán.)
Jelenleg állandó énekese a középkori latin himnuszokat megzenésítő Sator Quartetnek (vendég: Lovasi András). Kónya István lantművésszel közös albuma és egyben produkciója a Rutafának sok szép ága, amely magyar reneszánsz emlékeket kelt életre írott források és a néphagyomány alapján, lanton és énekben. Emellett megannyi ad hoc felkérésnek is eleget tesz.
Saját együttesét 2006-ban hívta életre, a hazai népzenei, dzsessz- és világzenei produkciók neves előadóitól válogatva. Gyümölcsöző együttműködésüket négy album fémjelzi. Legutóbbi, gyermekeknek és családoknak szóló Csintekerintő albumuk országszerte sikeres lett.

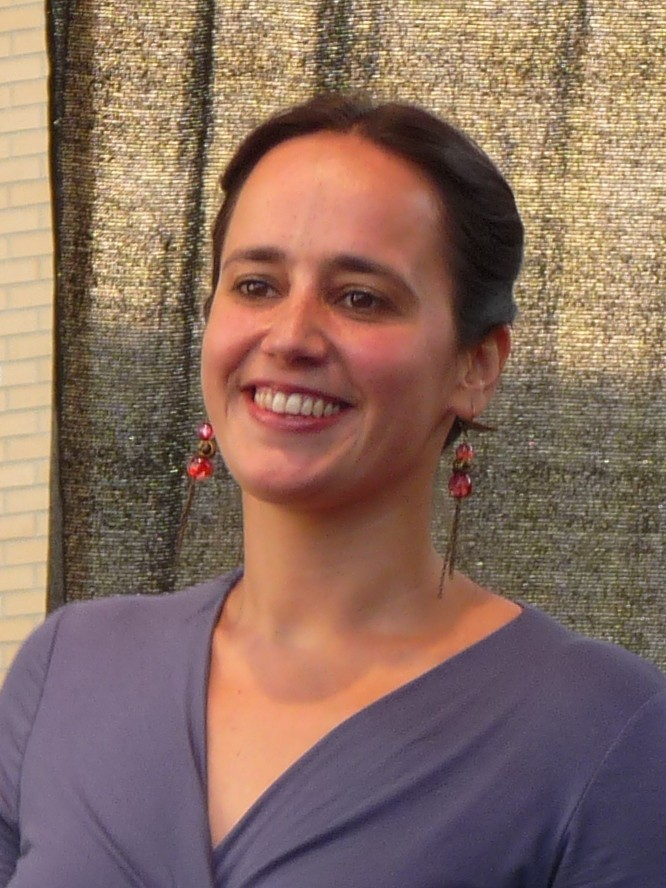
A Magyar Dal Napján 2010-ben

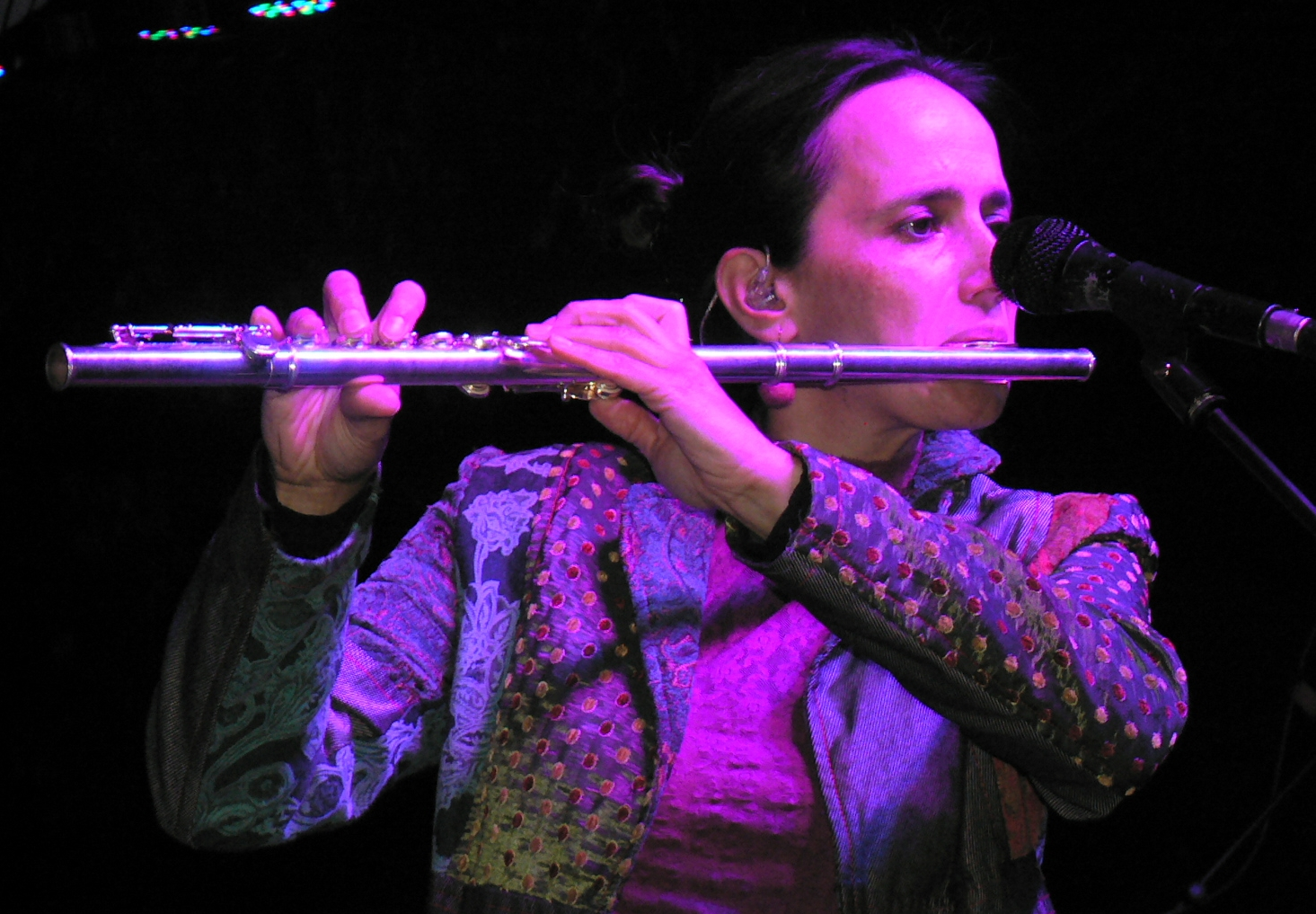
Bognár Szilvia fuvolistaként az etNoé egy 2015-ös fellépésén

Emellett 2011-ben, Bognár Szilvia és az etNoé néven az énekesnő újabb világzenei produkciót hozott létre, s bár továbbra sem lép ki a különféle etnikumok népzenéinek bűvköréből, új csapata határozottan progresszívebb hangzásvilággal jelentkezett. Alig egyévesen olyan kiemelt koncerthelyszíneken játszhattak, mint a Művészetek Palotája, a Művészetek Völgye, a VOLT és az Ördögkatlan Fesztivál, illetve az MR2 Akusztik. 2013-ban jelent meg első albumuk.
Bognár Szilvia 2004-ben elnyerte az Artisjus előadói díját, valamint a Magyar Rádió eMeRTon díját „Az év folkénekese” kategóriában, míg a Kodály Zoltán-emlékdíjat 2007-ben, a Magyar Művészetért díjat pedig 2010-ben vehette át. Legutóbb, 2013-ban a Közép-magyarországi Regionális Príma Díj-ban részesült Magyar zeneművészet kategóriában.

## Díjai, elismerései
- 1995 Népművészet Ifjú Mestere díj
- 2004 Artisjus-díj
- 2005 eMeRTon-díj, az év folkénekese
- 2007 Kodály Zoltán-emlékdíj
- 2010 Magyar Művészetért díj
- 2013 Közép-magyarországi Regionális Prima Díj, Magyar zeneművészet kategóriában
- 2024 Prima-díj

## Diszkográfia
- Anima Sound System:
  - Shalom – 1995
  - Hungarian astronaut – 1996
  - Anima – 1997
- Makám – Bognár Szilvia – Lovász Irén: Skanzen – 1999
- Vándor Vokál:
  - Feljött a hold – 2000
  - Rózsát ültettem – 2002 (Belgium)
- Vasi népdalstúdió: Gyógyítgatom a szívemet – 2003
- Makám – Bognár Szilvia – Palya Bea – Szalóki Ági: Anzix – 2003
- Makám – Bognár Szilvia: Almanach – 2004
- A Magyar Dudazenekar: Dudásom, dudásom, kedves muzsikásom – 2004
- Bognár Szilvia: Ének őrzi az időt – 2006
- Bognár Szilvia, Herczku Ágnes, Szalóki Ági: Szájról szájra – 2007
- Bognár Szilvia – Kónya István: Rutafának sok szép ága – 2008
- Bognár Szilvia: Semmicske énekek – 2008
- Bognár Szilvia: Harang csendül – 2009
- Bognár Szilvia: Csintekerintő – 2011
- Bognár Szilvia és az etNoé – 2013[1]

### Közreműködései
- Burány trió: Csillagtalan sötét éjjel – 2000
- Trio Calamona: re Trouvere – 2001
- Fonó Zenekar: MIXTVRA CVLTIVALIS – 2002
- Nikola: Balkan Syndicate – 2003
- Djamel: hamza – 2005 (Belgium)
- Kiss Ferenc: Szerelem hava – 2005
- Kadril: de andere kust – 2005 (Belgium)
- Majorosi Marianna: „Jól gondold meg kislány…” – 2005
- Sebestyén Márta: Magyar népköltészet – 2005
- Sebő együttes:
  - Nagy László – 2004
  - József Attila – 2005
- Kiss Ferenc: Magyar kancionálé – 2009

### Egyéb hangzóanyagok
- Táncháztalálkozó – 1997, 1998, 1999, 2000
- Új Élő Népzene – 1995, 1996, 1997, 1999, 2001